# بوب غالاغير
بوب غالاغير (بالإنجليزية: Bob Gallagher) هو لاعب كرة قاعدة أمريكي، ولد في 7 يوليو 1948 في نيوتن في الولايات المتحدة.

## وصلات خارجية
- بوب غالاغير على موقع دوري كرة القاعدة الرئيسي (الإنجليزية)
- بوب غالاغير على موقعبيزبول رفرنس.كوم (الدوري الرئيسي) (الإنجليزية)
- بوب غالاغير على موقعبيزبول رفرنس.كوم (الدوري الثانوي) (الإنجليزية)
- بوب غالاغير على موقع إي إس بي إن.كوم (أم.أل.بي) (الإنجليزية)
- بوب غالاغير على موقع مشجعي الرسوم البيانية (الإنجليزية)